# Xinjiezhen (sockenhuvudort i Kina, Jiangxi Sheng, lat 28,23, long 115,41)
Xinjiezhen är en sockenhuvudort i Kina. Den ligger i provinsen Jiangxi, i den sydöstra delen av landet, omkring 68 kilometer sydväst om provinshuvudstaden Nanchang. Antalet invånare är 39 027. Befolkningen består av 18 162 kvinnor och 20 865 män. Barn under 15 år utgör 21,0 %, vuxna 15-64 år 70 %, och äldre över 65 år 7,0 %.
Runt Xinjiezhen är det tätbefolkat, med 411 invånare per kvadratkilometer. Närmaste större samhälle är Huibu, 16,8 km väster om Xinjiezhen. Trakten runt Xinjiezhen består till största delen av jordbruksmark.
Genomsnittlig årsnederbörd är 2 092 millimeter. Den regnigaste månaden är maj, med i genomsnitt 337 mm nederbörd, och den torraste är oktober, med 32 mm nederbörd.